# Уолш, Сэнди
Сэнди Уолш (нидерл. Sandy Walsh; род. 14 марта 1995, Брюссель, Брюссель) — нидерландский и индонезийский футболист, защитник клуба «Мехелен» и сборной Индонезии.

## Клубная карьера
Уолш родился в Бельгии и является воспитанником клубов «Андерлехт» и «Генк». 2 сентября 2012 года в матче против «Андерлехта» он дебютировал в Жюпиле лиге в составе последнего. В своём дебютном сезоне Сэнди помог «Генку» выиграть Кубок Бельгии. 29 мая 2016 года в поединке против «Шарлеруа» Уолш забил свой первый гол за команду. Летом 2017 года Сэнди перешёл в «Зюлте-Варегем». 5 августа в матче против «Сент-Трюйдена» он дебютировал за новую команду. 17 сентября в поединке против «Мускрон-Перювельз» Уолш забил свой первый гол за «Зюлте-Варегем».

## Международная карьера
В 2012 году Уолш в составе юношеской сборной Нидерландов выиграл юношеский чемпионат Европы в Словении. На турнире он сыграл в матче против команд Словении.

## Достижения
«Генк»
- Обладатель Кубка Бельгии — 2012/2013

Нидерланды (до 17)
- Юношеский чемпионат Европы — 2012